# Вад (Коми)
 Вад — посёлок в Усть-Куломском районе Республики Коми в составе сельского поселения Югыдъяг.

## География
Расположен на правом берегу реки Нем на расстоянии примерно 66 км по прямой от районного центра села Усть-Кулом на восток.

## История
Известен с 1956 года как посёлок сельхоза, в 1959 35 жителей, в 1970 16, в 1995 60. В 1970 году на топокарте отмечался как населённый пункт Подколонка.

## Население
Постоянное население составляло 39 человек (коми 62 %, русские 38 %) в 2002 году, 23 в 2010.